# شهریار (پسر خسرو پرویز)
شهریار فرزند خسرو پرویز و شیرین و پدر یزدگرد سوم بود. در روزگار پادشاهی خسرو پرویز هنگامی که او در هر چیزی سختگیر بود، دستور داد تا از فرزندانش مراقبت شدید کنند وهرگز بدون اذن او دست به ازدواج نزنند. شهریار بدون اذن پدر با کنیزی همخوابه می‌شود و بعد از مدتی کنیز باردار می‌شود و صاحب پسری بنام یزدگرد سوم می‌شود. خسرو از این قضیه آگاه می‌شود و دستور مجازات شهریار را می‌دهد و فرزند خردسالش را هم از او می‌گیرند اما در این بین شیرین با نفوذی که بر همسر خود داشت، نگذاشت به شهریار و فرزندش آسیبی برسد. موقعی که شیرویه علیه پدرش خسرو پرویز دست به کودتا می‌زند، تمامی برادران خود را می‌کشد و شهریار هم از کشته شدگان است.
شهریار فرزند خسروپرویز و پدر یزدگرد سوم بود. یکی از ستاره‌شناسان به نام دربار خسروپرویز را آگاه کرد که سلسله ساسانی در زمان یکی از فرزندان یا نوادگان او از بین می‌رود، لذا او دستور داد تا تمام فرزندان پسرش به قلعه ای منتقل شوند و حق هیچگونه ارتباطی با زنان نداشته باشند اما علت را از دیگران مخفی ساخت. شهریار به کمک مادرش با کنیزی هم خواب شد و آن زن آبستن گردید و زمانیکه خسرو پرویز مطلع شد زن بی نام و نشان گریخته بود ( به نزد عموی خود فرماندار پارس رفت)  پس از کشتن تمام فرزندان ذکور خسروپرویز به دست شیرویه عملا پادشاهی برای تاجگذاری نبود ابتدا پوراندخت و سپس آذرمیدخت به مدت محدود پادشاه شدند. سرانجام به دنبال شورش رستم فرخزاد آذرمیدخت برکنار شد. تنها کسی که از وجود فرزند  شهریار آگاهی داشت موبد موبدان بود. موبد بهمراه رستم فرخزاد به دنبال آخرین پادشاه رفتند و اورا از نسب خود آگاه ساختند و آخرین پادشاه با رسوم مخصوص در آتشکده فیروزآباد به تخت نشست  نقل از کتاب سرگذشت یزدگرد سوم به قلم بهرام داهیم. 